# Йеттер, Иоганн Мельхиор
Иоганн Мельхиор Йеттер (нем. Johann Melchior Jeitter; 21 сентября 1757, Кляйнхеппах (ныне в составе города Корб) — 10 мая 1842, Бойтельсбах) — немецкий лесовод.
Профессор лесных наук в Штутгартском лесном институте, а после его закрытия — в Гогенгеймской академии. Автор работ: «Anleitung zur Taxation and Eintheilnng der Laubwaldungen» (1794); «Forstcatechismus» (1805—1807); «Jagdkatechismus» (1816); «Versuch eines Handbuchs der Forstwissenschaft» (1820); «Entwurf einer systematischen Belehrung in der theoretischen und praktischen Forst- und Jagdkunde» (1830) и «Die Forst- und landwirtbschaftlichen Wasserbaukunde» (1832).